# WS-BPEL
WS-BPEL은 웹 서비스를 사용해 비즈니스 프로세스를 조정하는 실행 언어이다. IBM, 마이크로소프트 및 BEA가 BPEL을 처음 제안하였으며 현재는 대다수의 BPM 업체들에게 최고의 BPM 표준으로 인정받고 있다. BPEL은 향후 규격이 확장됨에 따라 더욱 광범위한 지원을 받게 될 것으로 예상된다.

## 같이 보기
- 비즈니스 프로세스 모델 및 표기법
- 워크플로
- XPDL
- YAWL